# Житомирський прикордонний загін
9-й Житомирський прикордонний загін (Житомирський ПрикЗ, в/ч 1495) — є територіальним органом охорони кордону центрального підпорядкування Адміністрації Державної прикордонної служби України. Житомирський прикордонний загін охороняє ділянку державного кордону з Республікою Білорусь а саме з її Гомельською областю, що граничить з межами 5 прикордонних районів України (Овруцького, Олевського, Народицького районів Житомирської області та Іванківський і Поліський райони Київської області).
Загальна протяжність державного кордону — 405,0 км: сухопутна ділянка — 395,5 км річковий — 9,5 км. Загальна протяжність охоронюваної ділянки зони відчуження і зони безумовного (обов'язкового) відселення населення: по лінії Державного кордону 148,5 км, по тиловій кордону 142,7 км. Прикордонний контроль здійснюється в 3 пунктах пропуску та 2 пункти контролю, з них: автомобільних — 3, залізничних — 2 (1 пункт контролю).

## Історія
На виконання Указу Президента України від 18.01.2001 року № 22/2001 «Про заходи щодо посилення боротьби з незаконною міграцією» Головою Державного комітету у справах охорони державного кордону була підписана Директива від 20 червня 2001 року № 075 Про створення Житомирського прикордонного загону.

Організацію роботи щодо формування органу охорони державного кордону було покладено на Командувача військ Північно-Західного напряму Прикордонних військ України генерал-лейтенанта Йолтуховського М. М. з завершенням до 30 вересня 2001 року.
1 листопада 2001 року загін приступив до охорони державного кордону.
Згідно з наказом Голови Держкомкордону від 15.02.02 року № 011 резервні застави прикордонних комендатур «Іванків» та «Овруч» було реорганізовано в прикордонні застави для виконання спеціальних завдань.
У липні 2002 року почалось формування Північного напряму ПВ України з місцем дислокації в м. Житомир. Розгортання Північного напряму здійснювалось на базі прикордонного загону.
У грудні 2002 року комісія на чолі з командувачем Північного напряму ПВ України генерал-майором Мишаковським В. Ю. здійснила прийом-передачу прикордонного загону, який з 01.01.2003 року ввійшов до штату Північного напряму.
19 липня 2023 року 9 прикордонний загін імені Січових Стрільців Державної прикордонної служби України указом Президента України Володимира Зеленського відзначений почесною відзнакою «За мужність та відвагу».

## Структура
До складу загону входять:
- управління загону
- 5 відділів прикордонної служби: ВПС «Іванків», ВПС «Млачівка», ВПС «Овруч», ВПС «Лучанки», ВПС «Копище»
- мобільна прикордонна застава «Житомир»
- підрозділи забезпечення.

## Командири
- полковник Романюк І. В. (2001—2003 рр.)
- полковник Снісар Ю. М. (2003—2007 рр.)
- підполковник Єгоров В. С. (2007—2008 рр.)
- полковник Колган К. П. (2007—200? рр.)[3]
- полковник Вавринюк В. П. (2011—2014 рр.)
- полковник Чернов Ю. М. (2016—2017 рр.)
- полковник Коваль Б. М. (2017—2019 рр)
- підполковник Токовий О.І (2019—2020 рр)
- полковник Квятковський А. Б. (2020 —2024)
- на 2025: полковник Мельник Сергій Олександрович[4]